# 犬掻き

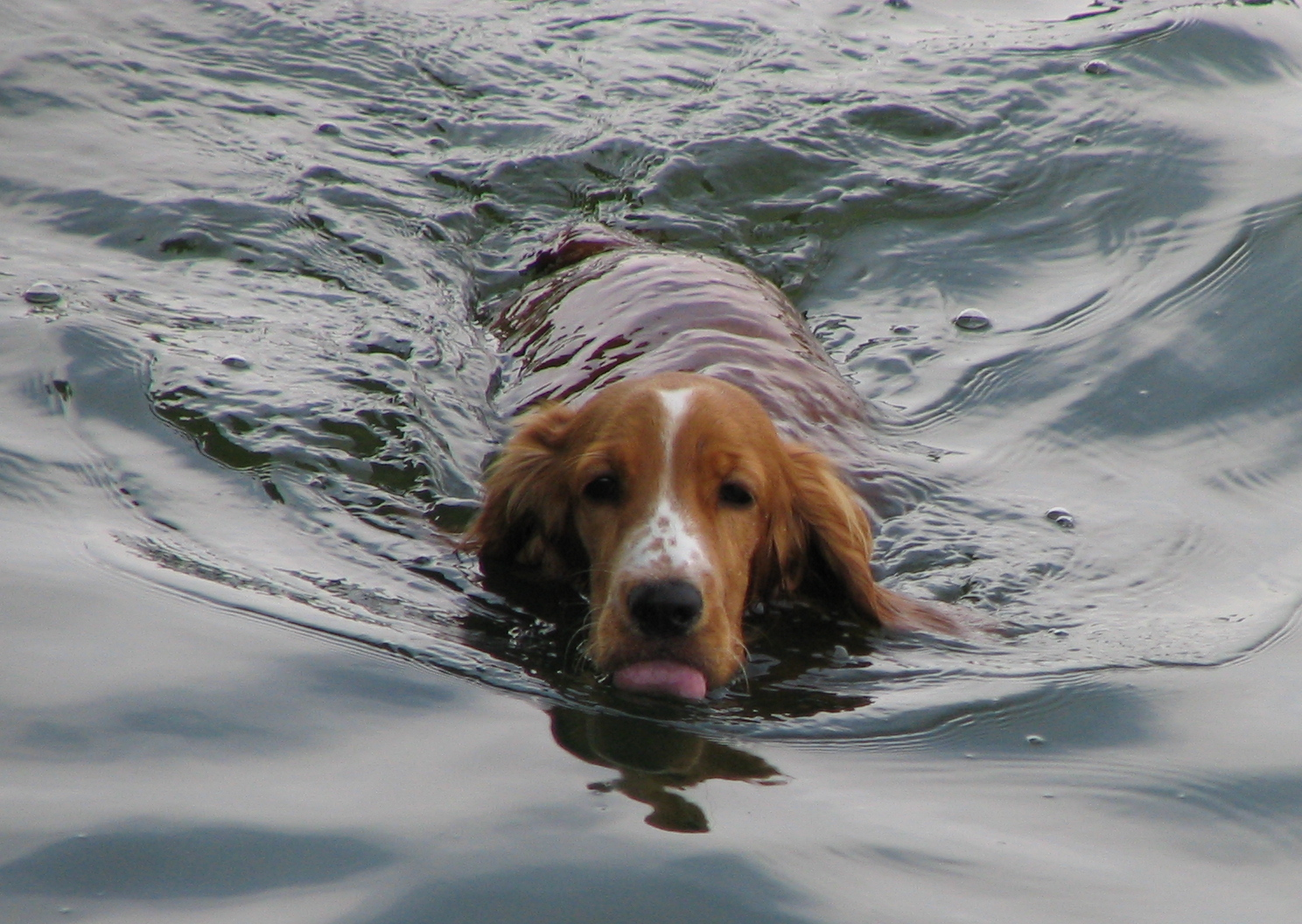
犬掻きで泳ぐ犬

犬掻き（いぬかき）は、泳法の一つ。腰をかがめて頭だけ水面から出し、手を交互に掻きながらばた足をすることで前に進む。速度は遅いが顔を水につけないため息継ぎの必要がない。
名称こそ「犬」掻きだが、四足歩行の哺乳類はたいてい犬掻きで泳ぐ。四足歩行の姿勢のままだと自然に頭だけが水面から出ることになるため、そのまま手足を掻けば沈むことなく前に進む。

推進能率が悪いにもかかわらず多くの動物がこのような泳法で泳ぐのは、肩の関節を人間のように360度回転させることができないためである。
水泳が苦手な人を揶揄する際に犬掻きを引き合いに出し、「犬掻きしかできない」や「犬掻きよりまし」などと表現することがある。これは犬掻きが単純で自然な泳法であることを示している。